# Campeonato de Cuarta División 1902 (Argentina)
El Campeonato de Cuarta División 1902 fue el segundo campeonato de la Cuarta División, torneo juvenil por entonces cuarta categoría del fútbol argentino, antecesor de la actual Primera D (hoy en el Quinto nivel). Fue organizado por la Argentine Association Football League, disputado con planteles de juveniles, de equipos inscripto en divisiones superiores y colegios e instituciones.
El campeón fue el Alumni III (inscribió un equipo en Primera, y otro en Segunda División), no ascendió a la Tercera categoría, ya que por aquella época no existía un sistema de ascensos y descensos, y los clubes elegían en qué división deberían jugar.
No hay mayor información de equipos inscriptos o formato del campeonato; solo el ganador.

## Campeón

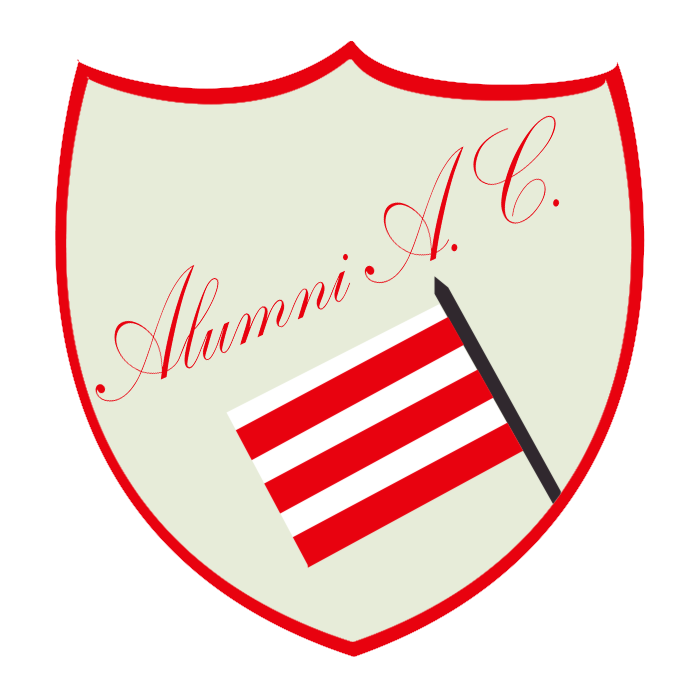
Alumni III

(2.º Título)